# قيادة

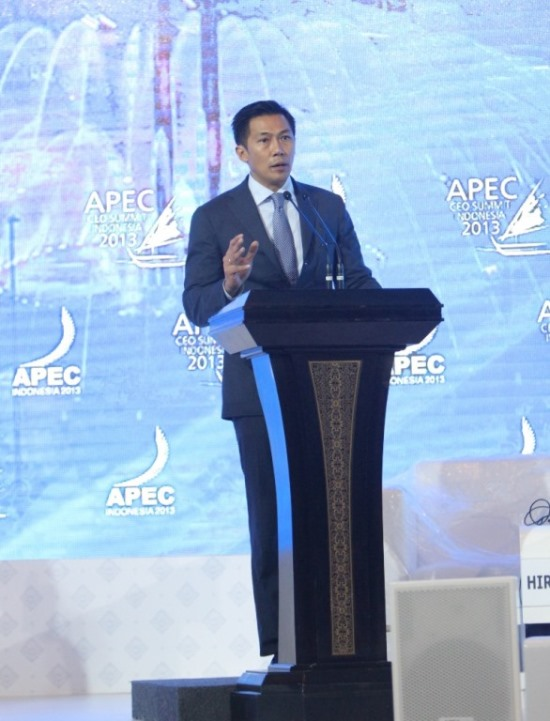

القيادة هي القدرة على التأثير في الأفراد لجعلهم يرغبون في أنجاز أهداف المجموعة.